# Pandemonic Incantations
 (octobre 2017).
Si vous disposez d'ouvrages ou d'articles de référence ou si vous connaissez des sites web de qualité traitant du thème abordé ici, merci de compléter l'article en donnant les références utiles à sa vérifiabilité et en les liant à la section « Notes et références ».
Albums de Behemoth
Grom
(1996) Satanica
(1999)
Pandemonic Incantations est le troisième album studio du groupe de Black metal polonais Behemoth. L'album est sorti en 1998 sous le label Solistitium Records.
L'album marque le début d'un changement de style dans la musique de Behemoth. En effet, le groupe passe d'un pur Black metal au Blackened death metal.
Une version Digipak de l'album est sortie plus tard, avec cinq titres live extraits de leur tournée Européenne de 1999.

## Musiciens
- Nergal - chant, guitares
- Mefisto - basse
- Inferno - batterie

## Liste des morceaux
| No | Titre                               | Durée |
| -- | ----------------------------------- | ----- |
| 1. | Diableria (The Great Introduction)  | 0:49  |
| 2. | The Thousand Plagues I Witness      | 5:16  |
| 3. | Satan's Sword (I Have Become)       | 4:17  |
| 4. | In Thy Pandemaeternum               | 4:50  |
| 5. | Driven by the Five-Winged Star      | 5:05  |
| 6. | The Past is Like a Funeral          | 6:41  |
| 7. | The Entrance to the Spheres of Mars | 4:45  |
| 8. | Chwała Mordercom Wojciecha          | 4:48  |
| 9. | Outro                               | 0:57  |

| 10. | Diableria (The Great Introduction) | 0:29 |
| 11. | The Thousand Plagues I Witness     | 5:23 |
| 12. | Satan's Sword (I Have Become)      | 4:35 |
| 13. | From the Pagan Vastlands           | 3:40 |
| 14. | Driven by the Five-Winged Star     | 5:08 |